# Episodi di Archer (seconda stagione)
La seconda stagione della serie animata Archer, composta da 13 episodi, è andata in onda sul canale televisivo FX, dal 27 gennaio al 21 aprile 2011. 
In Italia la stagione è stata resa interamente disponibile il 22 ottobre 2015, dal servizio di video on demand Netflix.
| nº | Codice di produzione | Titolo originale | Titolo italiano           | Prima TV USA     | Pubblicazione Italia |
| -- | -------------------- | ---------------- | ------------------------- | ---------------- | -------------------- |
| 1  | XAR02002             | Swiss Miss       | Bellezza svizzera         | 27 gennaio 2011  | 22 ottobre 2015      |
| 2  | XAR02006             | A Going Concern  | Un'offerta allettante     | 3 febbraio 2011  | 22 ottobre 2015      |
| 3  | XAR02001             | Blood Test       | L'esame del sangue        | 10 febbraio 2011 | 22 ottobre 2015      |
| 4  | XAR02007             | Pipeline Fever   | Missione gasdotto         | 17 febbraio 2011 | 22 ottobre 2015      |
| 5  | XAR02004             | The Double Deuce | Il ventiduesimo squadrone | 24 febbraio 2011 | 22 ottobre 2015      |
| 6  | XAR02005             | Tragical History | Storia tragica            | 3 marzo 2011     | 22 ottobre 2015      |
| 7  | XAR02003             | Movie Star       | La star del cinema        | 10 marzo 2011    | 22 ottobre 2015      |
| 8  | XAR02008             | Stage Two        | Stadio II                 | 17 marzo 2011    | 22 ottobre 2015      |
| 9  | XAR02009             | Placebo Effect   | Effetto placebo           | 24 marzo 2011    | 22 ottobre 2015      |
| 10 | XAR02010             | El Secuestro     | Il rapimento              | 31 marzo 2011    | 22 ottobre 2015      |
| 11 | XAR02011             | Jeu Monégasque   | Jeu Monégasque            | 7 aprile 2011    | 22 ottobre 2015      |
| 12 | XAR02012             | White Nights     | Notti bianche             | 14 aprile 2011   | 22 ottobre 2015      |
| 13 | XAR02013             | Double Trouble   | Doppio guaio              | 21 aprile 2011   | 22 ottobre 2015      |

## Bellezza svizzera
- Titolo originale: Swiss Miss
- Diretto da: Adam Reed (non accreditato)
- Scritto da: Mehar Sethi e Adam Reed

### Trama
A causa della recessione, l'ISIS è costretta a cercare investimenti al di fuori del paese. Gli agenti ricevono per questo l'incarico di proteggere una giovane ragazza di sedici anni, Anka, figlia di un ricco dignitario tedesco. La ragazza si infatua però di Archer e, a causa dei suoi comportamenti verso l'uomo, lo fa accusare di essere un molestatore.
- Ascolti USA: telespettatori 1.529.000[3].

## Un'offerta allettante
- Titolo originale: A Going Concern
- Diretto da: Adam Reed (non accreditato)
- Scritto da: Adam Reed

### Trama
Malory pensa di vendere l'ISIS all'ODIN e così Archer è costretto a prendere misure drastiche per fermare la vendita.
- Guest star: Jeffrey Tambor (Len Trexler).
- Ascolti USA: telespettatori 1.110.000[4].

## L'esame del sangue
- Titolo originale: Blood Test
- Diretto da: Adam Reed (non accreditato)
- Scritto da: Boswell Cocker e Adam Reed

### Trama
Trinette, la prostituta preferita di Archer, afferma che Archer sia il padre di suo figlio Seamus. Archer, inizialmente supportato anche dalla madre Malory, parte in una missione per dimostrare il contrario.
- Ascolti USA: telespettatori 1.120.000[5].

## Missione gasdotto
- Titolo originale: Pipeline Fever
- Diretto da: Adam Reed (non accreditato)
- Scritto da: Adam Reed

### Trama
Archer e Lana partono in missione per impedire a un ecoterrorista di far esplodere un gasdotto.
- Ascolti USA: telespettatori 985.000[6].

## Il ventiduesimo squadrone
- Titolo originale: The Double Deuce
- Diretto da: Adam Reed (non accreditato)
- Scritto da: Adam Reed

### Trama
Quando i membri della vecchia unità della prima guerra mondiale di Woodhouse muoiono misteriosamente, Archer decide di difendere il suo maggiordomo.
- Ascolti USA: telespettatori 1.001.000[7].

## Storia tragica
- Titolo originale: Tragical History

Da sinistra a destra: il dr. Krieger, Malory e Archer.

- Diretto da: Adam Reed (non accreditato)
- Scritto da: Adam Reed

### Trama
Dopo essere stato preso in giro dai colleghi per un suo ennesimo fallimento, Cyril decide di accettare l'offerta di un uomo misterioso. Il suo compito è quello di caricare un virus informatico nel mainframe dell'ISIS, per poi dimostrare di essere in grado di fermarlo lui stesso. Cyril scopre però di essere stato imbrogliato e di essere diventato solamente una pedina, in un piano che comprende il furto delle identità degli agenti sotto copertura dell'ISIS.
- Guest star: Peter Serafinowicz (George Spelvin).
- Ascolti USA: telespettatori 1.021.000[8].

## La star del cinema
- Titolo originale: Movie Star
- Diretto da: Adam Reed (non accreditato)
- Scritto da: Adam Reed

### Trama
Una famosa attrice di Hollywood decide di seguire Lana durante le sue missioni, per poter interpretare al meglio il suo prossimo ruolo in un film.
- Guest star: Rachael Harris (Rona Thorne).
- Ascolti USA: telespettatori 1.021.000[9].

## Stadio II
- Titolo originale: Stage Two
- Diretto da: Adam Reed (non accreditato)
- Scritto da: Adam Reed

### Trama
Dato che Malory ritiene che lei stessa possa avere il cancro, Archer decide di fare una visita di controllo anche lui.
Si scopre così che Malory non è malata, mentre Archer ha un tumore al seno al secondo stadio.
- Ascolti USA: telespettatori 931.000[10].

## Effetto placebo
- Titolo originale: Placebo Effect
- Diretto da: Adam Reed (non accreditato)
- Scritto da: Adam Reed

### Trama
Dopo aver scoperto che i suoi farmaci per il tumore sono inefficaci e fanno parte di una truffa della mafia irlandese, Archer decide di cercare vendetta. 
- Ascolti USA: telespettatori 1.087.000[11].

## Il rapimento
- Titolo originale: El Secuestro
- Diretto da: Adam Reed (non accreditato)
- Scritto da: Adam Reed

### Trama
Quando Pam viene rapita, dopo essere stata scambiata per Cheryl/Carol, l'ISIS scopre che Cheryl/Carol è l'erede di un impero miliardario e decide di proteggerla, in cambio di una lauta ricompensa. 
- Ascolti USA: telespettatori 1.320.000[12].

## Jeu Monégasque
- Titolo originale: Jeu Monégasque
- Diretto da: Adam Reed (non accreditato)
- Scritto da: Adam Reed

### Trama
Malory e la squadra al completo vanno a Monaco per pagare un grosso riscatto, per ottenere un video privato della donna. Il pagamento però rischia di saltare, dopo che Archer spende quasi tutti i soldi al casinò.
- Guest starː Peter Serafinowicz (Benoit).
- Ascolti USA: telespettatori 1.005.000[13].

## Notti bianche
- Titolo originale: White Nights
- Diretto da: Adam Reed (non accreditato)
- Scritto da: Adam Reed

### Trama
Archer parte per la Russia per scoprire l'identità di suo padre, ma viene catturato e tenuto prigioniero dal KGB. Malory è per questo costretta a chiedere al rivale del figlio, Barry Dylan, di salvarlo.
- Ascolti USA: telespettatori 1.213.000[14].

## Doppio gioco
- Titolo originale: Double Trouble
- Diretto da: Adam Reed (non accreditato)
- Scritto da: Adam Reed

### Trama
Krieger lavora per completare un progetto top secret e Archer porta alla base con sé una misteriosa ragazza, ex agente del KGB, di nome Katya Kasanova, di cui lui è innamorato e che lo ha salvato in Russia. Archer non sa però che sulle sue tracce e quelle della ragazza c'è Barry Dylan, trasformato in un cyborg dal KGB.
- Guest star: Ona Grauer (Katya Kasanova).
- Ascolti USA: telespettatori 1.006.000[15].